# Sbarramento di San Desiderio Terme
Lo sbarramento di San Desiderio Terme, o caposaldo autonomo di San Desiderio Terme, è uno degli sbarramenti d'arresto del Sottosettore X/b Piccolo San Bernardo. Lo sbarramento, posto nell'attuale Pré-Saint-Didier (San Desiderio Terme in epoca fascista) al limitare con Morgex, aveva la funzione di proteggere il fondovalle valdostano, insieme agli sbarramenti di Runaz (frazione di Avise) e di Villanova Baltea (l'attuale Villeneuve), per impedire l'avanzata di eventuali nemici verso Aosta e da lì verso la Pianura Padana.
Il caposaldo  di San Desiderio fa parte del X Settore di Copertura Baltea, uno dei dieci settori in cui venne diviso il Vallo Alpino Occidentale. L'area difesa si estendeva tra la strada per La Thuile e il Piccolo San Bernardo e la biforcazione tra la Val Ferret e la Val Veny, nel territorio comunale di Courmayeur.

## Storia
Le opere dello sbarramento di San Desiderio Terme vennero edificate in due fasi successive. 
In un primo tempo vennero costruite quattro opere di tipo 7000, le opere 207, 208, 209 e 210 considerate concluse nel 1939. Appartengono a questa prima fase anche la Tagliata ferroviaria e l'Antitagliata stradale, mentre furono solo iniziati i lavori per la Tagliata stradale e il Fosso anticarro.
In una seconda fase, nel 1940, si decise per un potenziamento generale dello sbarramento, con il completamento del Fosso anticarro e la costruzione di sette nuove opere di tipo 15000: le opere G1, G1 bis, G2, G4, G5, G6 e G7. Nel 1942 si poteva dire che erano «a lavori ancora in corso, ma tatticamente utilizzabili»; se le murature erano state completate, arredi, infissi e impianti tecnici non vennero probabilmente mai installati.
Con il trattato di pace del 1947 numerose opere del Vallo Alpino vennero annesse alla Francia grazie alle rettifiche del confine, delle altre era prevista «La distruzione (...) nel limite di 20 chilometri da qualsiasi punto della frontiera, quale è determinata dal presente Trattato» che doveva essere «completata entro un anno dall'entrata in vigore».
Per ragioni economiche, molte di esse vennero disarmate e semplicemente abbandonate.
Le opere 209 e G1 sono state ridotte a ruderi, secondo le clausole militari. Le opere G2 e G6 risultano fortemente fissurate.

## Descrizione
1 opera G1
2 opera G1 bis
3 opera G2
4 opera G4
5 opera G5
6 opera G6
7 opera G7
8 opera 207
9 opera 208
10 opera 209
11 opera 210
L'opera G7, di tipo 15000, è oggi nota come bunker medievale per via dello speciale camuffamento.
Uno dei bunker è stato riconvertito in magazzino per la fontina.